# Septimenus Rusticus
Septimenus Rusticus (sein Praenomen ist nicht bekannt) war ein im 2. Jahrhundert n. Chr. lebender Angehöriger des römischen Ritterstandes (Eques).
Durch eine Inschrift, die beim Kastell Maglona gefunden wurde und die auf 185 datiert ist, ist belegt, dass Rusticus Präfekt war. Laut John E. H. Spaul war er Präfekt der Ala I Augusta Gallorum Proculeiana, die in der Provinz Britannia stationiert war.